# 27758 Майкельсон
27758 Майкельсон (27758 Michelson) — астероїд головного поясу, відкритий 12 вересня 1991 року.
Тіссеранів параметр щодо Юпітера — 3,220.